# Marissa Meyer

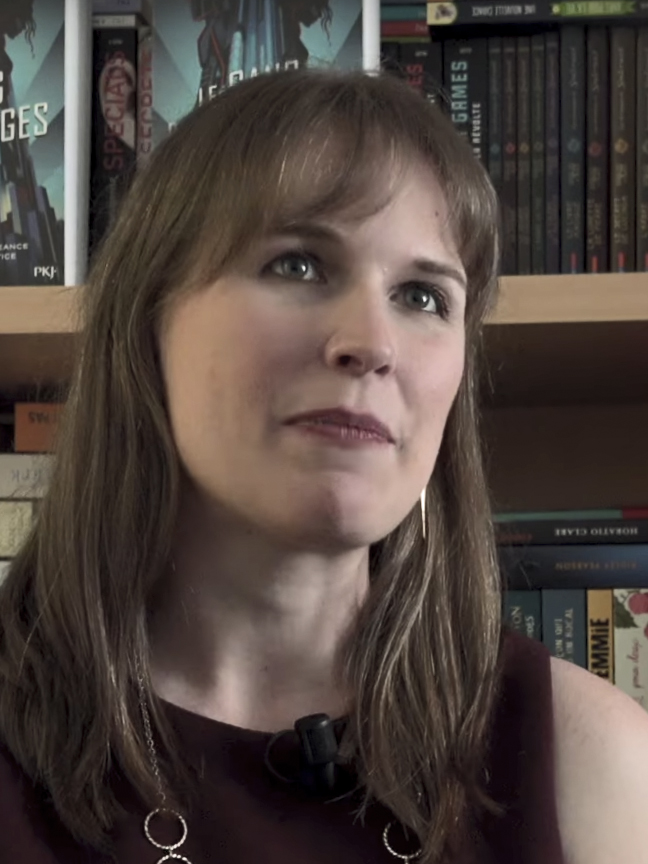

Den här artikeln handlar om författaren Marissa Meyer. För artikeln om företagsledaren, se Marissa Mayer
Marissa Meyer, född 19 februari 1984, är en amerikansk författare som främst skriver science fiction för unga vuxna. Hon debuterade 2012 med romanen Cinder, som är den första delen i serien Månkrönikan (The Lunar Chronicles).

## Karriär
Marissa Meyer började skriva Sailor Moon fanfiction när hon var 14 år gammal, och har senare sagt i intervjuer att det hjälpt henne att bli en bättre författare genom att ge övning och lära henne ta emot konstruktiv kritik. Meyer läste kreativt skrivande på Pacific Lutheran University, och efter examen jobbade hon som redaktör på ett bokförlag i 5 år innan hon debuterade med Cinder.
Månkrönikan är en serie på 4 böcker där varje bok är en futuristisk version av en klassisk saga: Askungen, Rödluvan, Rapunzel, och Snövit.

### Månkrönikan
- Cinder (2012)

svensk utgåva Cinder (2012) i översättning av Lena Karlin
- Scarlet (2013)

svensk utgåva Scarlet (2013) i översättning av Ylva Spångberg
- Cress (2014)

svensk utgåva Cress (2015) i översättning av Lena Karlin
- Winter (2015)[6]

ännu ej översatt till svenska
- Fairest: The Lunar Chronicles: Levana's Story (2015)[7]

ännu ej översatt till svenska
- Stars Above: a Lunar Chronicles collection (2016, novellsamling)[8]

ännu ej översatt till svenska

### Annan fiktion
- Heartless (2016)[9]

svensk utgåva Hjärtlös (2017) i översättning av Torun Lidfeldt Bager
- Novellen Gold in the Roots of the Grass i antologin A Tyranny of Petticoats: 15 Stories of Belles, Bank Robbers & Other Badass Girls (2016)[10]

ännu ej översatt till svenska